# Łydka

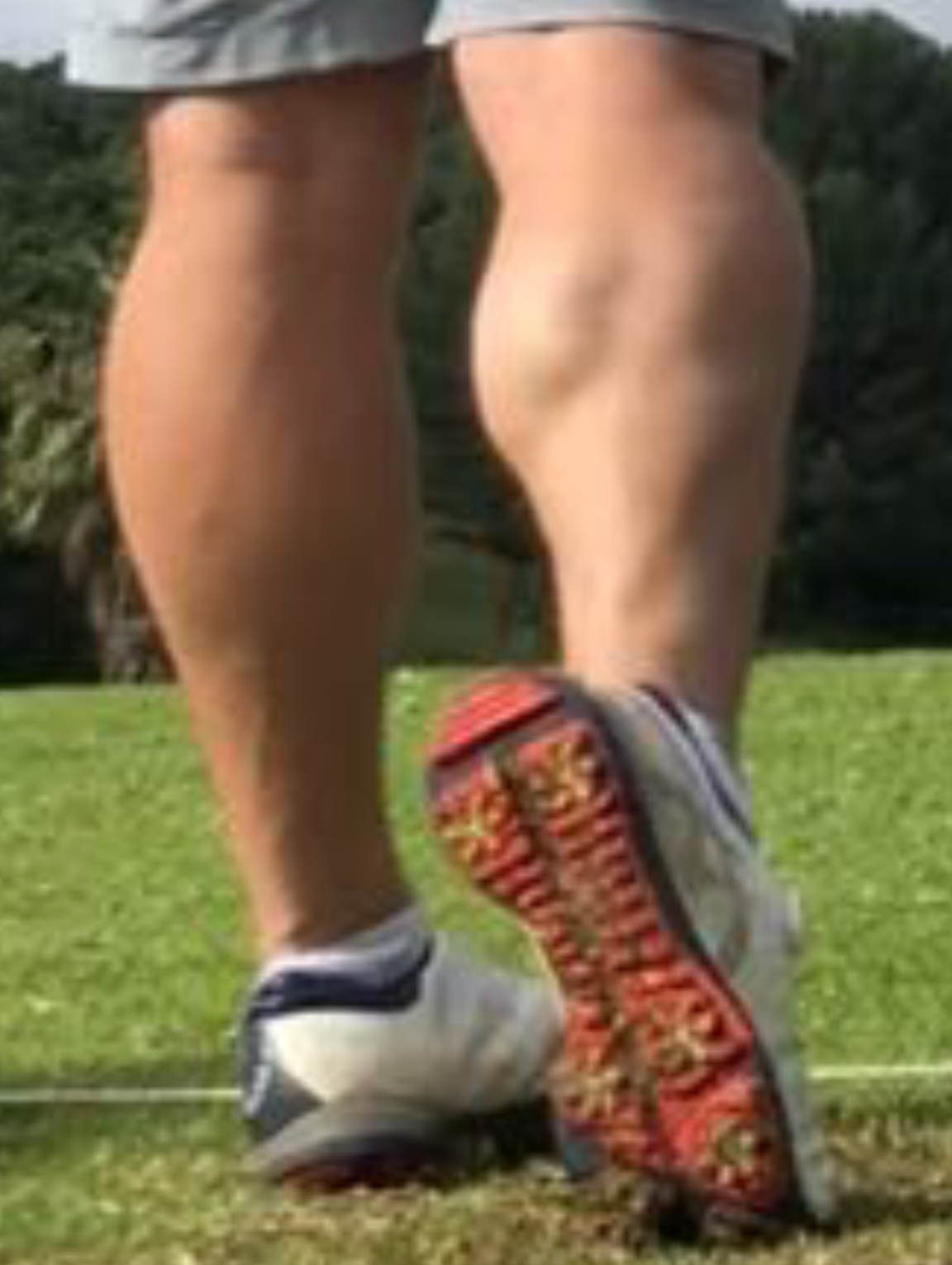
Łydka mężczyzny

Łydka (łac. sura) – w anatomii człowieka tylna część goleni, tworząca uwypuklenie, na które składają się mięśnie zginacze. Głównym mięśniem budującym łydkę jest mięsień trójgłowy łydki, składający się z mięśnia płaszczkowatego i mięśnia brzuchatego łydki, które łączą się z piętą poprzez ścięgno piętowe (Achillesa). Pozostałe mięśnie łydki – mięsień piszczelowy tylny, mięsień zginacz długi palców i mięsień zginacz długi palucha – przyczepiają się swoimi ścięgnami końcowymi do kości palców, śródstopia i stępu.

## Znaczenie kliniczne

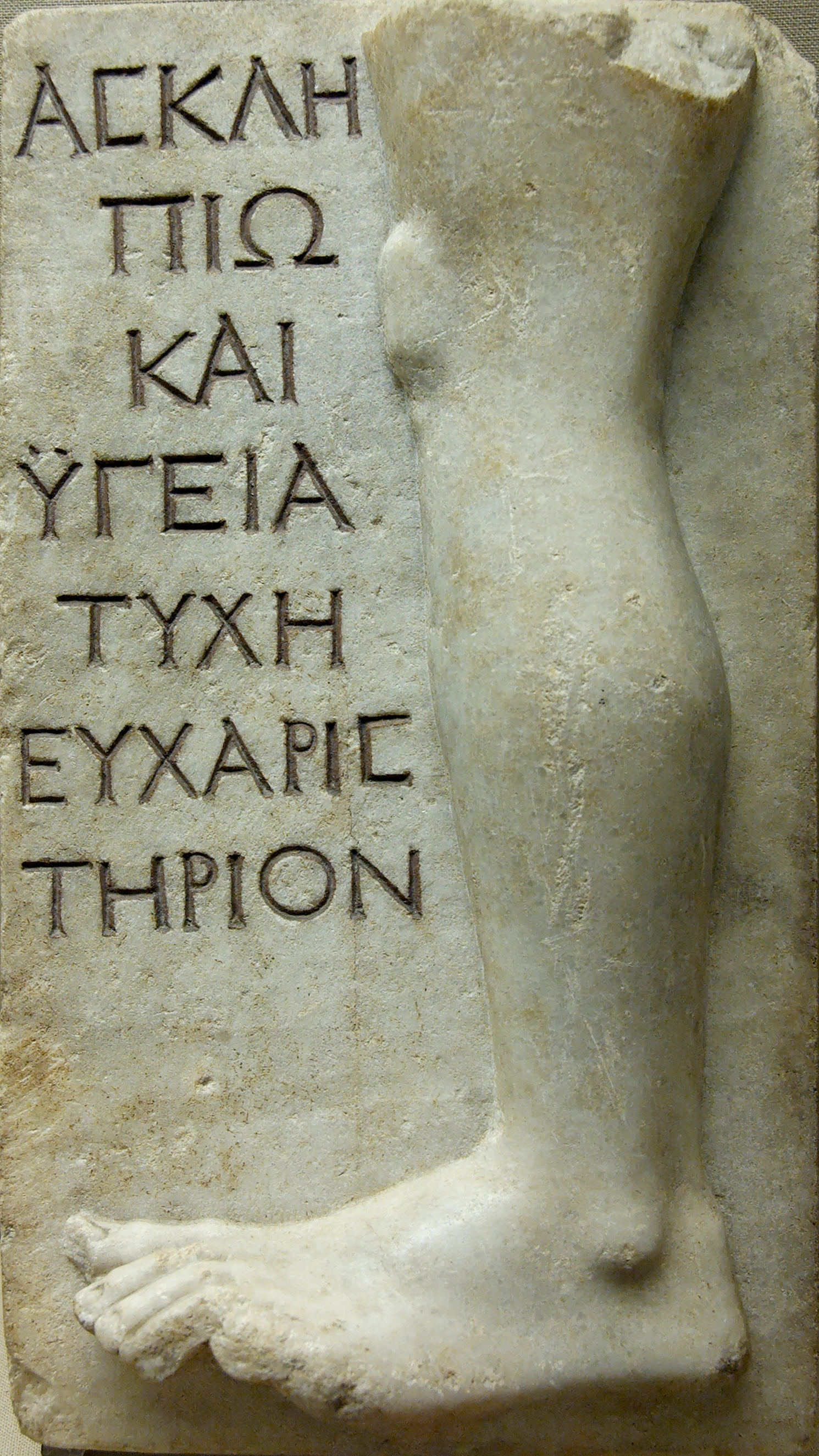
Rzeźba będąca darem dziękczynnym dla Asklepiosa i Higiei za wyleczenie choroby kończyny dolnej

Obrzęk łydek może być wywołany zakrzepicą żył głębokich, zerwaniem ścięgna Achillesa, zespołem ciasnoty przedziałów lub obecnością żylaków. Częste są idiopatyczne nocne kurcze kończyn dolnych, a zwłaszcza kurcze łydek, jak również obrzęk łydek o charakterze samoistnym.
Wykazano odwrotnie proporcjonalną korelację pomiędzy obwodem łydki a występowaniem płytek miażdżycowych w tętnicach szyjnych – większy obwód łydki wiąże się z rzadszym występowaniem płytek miażdżycowych.